# 안비 강씨
안비 강씨(安妃 姜氏, 생몰년 미상)는 고려의 제32대 왕 우왕의 제5비이다.

## 생애

### 가계
고려 말 우왕의 총애를 받은 구비삼옹주 중 한명으로, 삼판사사를 지낸 강인유의 딸이다. 강인유는 공민왕 때 찬성사를 지냈고, 명나라와 북원 등에 사신으로 다녀온 인물이다. 조선 왕조 개창 이후인 1393년(태조 2년) 원종공신에 책봉되었다.

### 왕비 시절
1385년(우왕 11년) 음력 1월에 왕비가 되었으나, 강씨는 정식으로 책봉된 것이 아니라 우왕이 그녀를 뺏어서 입궁한 것이었다. 당시 강씨는 다른 이와 결혼하기로 되어 있었는데, 이 이야기를 들은 우왕이 혼례가 이루어지기 전에 먼저 강인유의 집으로 달려가 그녀를 빼앗고 궁으로 데려와 정비 안씨(공민왕의 제4비)의 궁에 두었다. 우왕은 강씨를 데려온 다음날 해가 뜨도록 정비궁에서 일어나지를 않는 바람에 인일의 조회는 중지되고 말았다. 당시 딸을 가진 백성들은 이러한 우왕의 이야기를 듣고 두려워하여, 제대로 혼례를 치르지도 못한 채 성급하게 사위를 들이기도 하였다. 그 대표적인 예로 당시 호군으로 있던 송천우는 지문하 도길봉의 딸을 부인으로 맞이하였는데, 당시 도길봉의 딸은 과거에 정조를 잃었다는 소문이 돌았지만 이러한 우왕의 여색때문에 어쩔 수 없이 결혼하였다.
이후 우왕은 장인어른이 되는 강인유에게 말을 하사하거나, 강인유의 처에게는 정비궁에서 잔치를 베풀기도 하였다. 그리고 강씨는 1385년 음력 12월 정식으로 왕비에 책봉되어 안비(安妃)에 봉해졌다. 이때 사노비였던 덕비 조씨, 기생 출신의 영선옹주 등도 함께 책봉되었는데, 이를 두고 《고려사》는 사노비와 기생을 왕비로 책봉한 것은 전례가 없는 일로 이때 백성들이 경악을 했다고 기록하고 있다.
한편 우왕은 1386년(우왕 12년) 음력 2월 낙천군 김한제의 집을 빼앗아 안비전으로 삼았다.

### 우왕 폐위 후
1388년(우왕 14년) 음력 6월, 우왕이 폐위되고 근비 이씨 소생의 창왕이 즉위하면서 근비를 제외한 우왕의 후비들은 모두 사가로 쫓겨나고, 모든 후비의 아버지들은 원지로 유배되어야 했다. 또한 생활비의 지급도 모두 끊어지고 말았다. 이에 그녀 역시 사가로 물러나야만 했고, 그녀의 아버지 강인유는 풍주로 유배를 가야 했다. 그러나 강인유는 2개월 후인 음력 8월 7일 창왕의 생일을 맞이하여 방면되었다. 이후 조선 개국 후인 1393년(태조 2년) 음력 7월 조선의 원종공신에 책봉되기도 하였다.
그러나 우왕 폐위 후의 안비에 대한 기록은 남아있지 않아 그 생애와 생몰년, 능지에 대한 기록은 자세히 알 수 없다. 우왕과의 사이에서 자녀는 없었다. 또 우왕은 신돈의 자식으로 취급되어 《고려사》의 〈세가〉에 오르지 못하고 〈열전〉반역 편에 수록되었고, 우왕의 왕비들 역시 《고려사》〈열전〉에 아예 수록되지 않았다.

## 가족 관계
- 아버지 : 강인유(姜仁裕, 생몰년 미상)
  - 남편 : 제32대 우왕(禑王, 1365~1389, 재위:1374~1388)